# Fortagonum
Fortagonum is een geslacht van kevers uit de familie van de loopkevers (Carabidae). De wetenschappelijke naam van het geslacht is voor het eerst geldig gepubliceerd in 1952 door Darlington.

## Soorten
Het geslacht Fortagonum omvat de volgende soorten:
- Fortagonum acuticolle Baehr, 1995
- Fortagonum bellorum Baehr, 2009
- Fortagonum bisetosiceps Baehr, 1995
- Fortagonum bufo Darlington, 1952
- Fortagonum curtum Baehr, 1992
- Fortagonum cychriceps Darlington, 1952
- Fortagonum denticulatum Baehr, 1995
- Fortagonum depressum Baehr, 1995
- Fortagonum forceps Darlington, 1952
- Fortagonum formiceps Darlington, 1971
- Fortagonum globulipenne Baehr, 1998
- Fortagonum insulare Baehr, 2001
- Fortagonum laevigatum Baehr, 1998
- Fortagonum latum Baehr, 1995
- Fortagonum sinak Baehr, 1998
- Fortagonum skalei Baehr, 2007
- Fortagonum spinipenne Baehr, 1998
- Fortagonum spinosum Baehr, 1995
- Fortagonum subconicolle (Darlington, 1971)
- Fortagonum unipunctatum Baehr, 1995